# Brihadaranyaka-Upanishad
Die Brihadaranyaka Upanishad (Sanskrit: बृहदारण्यक उपनिषद् bṛhadāraṇyaka upaniṣad f.) ist eine der frühesten (mukhya) Upanishaden. Der Name bedeutet »Große Upanishad der Āranyakas«, womit die Zwischenstellung des Werkes zwischen Upanishad und Āranyaka angezeigt wird. Die Upanishad gehört zum Weißen Yajurveda. Sie besteht aus drei Teilen, die als Madhukandam, Yajnavalkyam Kandam und Khilakandam bezeichnet werden.
Es gibt zwei Versionen dieser Upanishad, die sich geringfügig voneinander unterscheiden. Sie werden Mâdhyandina- und Kânva-Rezension genannt.

## Aufbau & Inhalt
Die Upanishad ist eine sowohl in Versform als auch in Prosa verfasste lange Upanishad.
Die beiden ersten Teile müssen ursprünglich unabhängig voneinander bestanden haben. So finden sich die Belehrungen Yajnavalkyas an seine Frau Maitreyi fast wortgleich sowohl im Madhukandam (2,4) wie auch im Yajnavalkyam Kandam (4,5).

### Madhukandam
Eines der bekanntesten Mantras findet sich in diesem Teil der Upanishad:
| ॐ असतोमा सद्गमय । तमसोमा ज्योतिर् गमय । मृत्योर्मामृतं गमय ॥ ॐ शान्ति शान्ति शान्तिः ।।                                                                                                | oṁ asato mā sad gamaya tamaso mā jyotir gamaya mṛtyor mā amṛtaṁ gamaya oṁ śānti śānti śāntiḥ 1.3.28 |
| Aus dem Nichtseienden führe mich zum Seienden; Aus der Finsternis führe mich zum Licht; Aus dem Tod führe mich zur Unsterblichkeit Om Friede, Friede, Friede | |

### Yajnavalkyam Kandam
Das Yajnavalkyam Kandam wird in zwei Abschnitte geteilt, Adhyaja 3 und 4. Im Adhyaya 3 wird über ein großes Redeturnier am Hofe Janakas von Videha berichtet in deren Verlauf der Weise Yājñavalkya seine Überlegenheit gegenüber neun Kontrahenten nacheinander beweist. Im Adhyaya 4 werden drei Gespräche des Weisen mit dem König Janaka aufgezeichnet.
 Dritter Adhyaya
In der Disputation am Hofe Janakas werden Yājñavalkya von neun Kontrahenten nacheinander Fragen zu Ritual, Psychologie, Metaphysik und Spiritualität gestellt, die dieser überzeugend beantworten kann.
Einige Beispiele:

„Nicht sehen kannst du den Seher des Sehens, nicht hören kannst du den Hörer des Hörens, nicht verstehen kannst du den Versteher des Verstehens, nicht erkennen kannst du den Erkenner des Erkennens. Er ist deine Seele, die allem innerlich ist. Was von ihm verschieden, das ist leidvoll.“

„Darum, nachdem der Brahmane von sich abgetan die Gelehrtheit; so verharre er in Kindlichkeit; nachdem er abgetan die Kindlichkeit und die Gelehrtheit, so wird er ein Schweiger (muni); nachdem er abgetan das Nichtschweigen und das Schweigen, so wird er ein Brāhamana. Worin lebt dieser Brāhmana? Darin, worin er lebet, wie es eben kommt. Was von ihm verschieden, das ist leidvoll.“

Vierter Adhyaya 
Im Brāhmanam 4.1 fordert Yājñavalkya den König Janaka auf, ihm kundzutun, was er von anderen Brahmanen über das Wesen des Brahman gehört habe.
Die Erklärungen, die der König über das Wesen des Atman gibt – es sind sechs verschiedene Lehrmeinungen –, bezeichnet Yajnayalkya als einseitig. Denn die genannten Prinzipien (Rede, Atem, Auge, Ohr, Verstand, Herz) seien nur das ayatam (Stützpunkt) des Brahman und nicht dieses selbst. Der gemeinsame Standort dieser Prinzipien sei der Raum und somit würden diese Erklärungen nur angeben, wie das Brahman im Raum erscheine oder wirke und nicht was es seinem Wesen nach sei.
Im Brahmanam 4.2 erklärt Yājñavalkya dem König Atman und Brahman, indem er als Ausgangspunkt verschiedene körperliche Aspekte nennt und diese in Beziehung zu den Himmelsgegenden setzt. Dann aber bricht er diese Spekulationen ab und sagt: „Er aber der Atman, ist nicht so und ist nicht so (neti neti). Er ist ungreifbar, denn er wird nicht gegriffen, unzerstörbar, denn er wird nicht zerstört; unhaftbar, denn es haftet nichts an ihm; er ist nicht gebunden, er wankt nicht, er leidet keinen Schaden“.
Im Brāhmanam 4.3, dem letzten Gespräch zwischen Janaka und Yājñavalkya, werden folgende Themen angesprochen:
4.3.2 Der Traumschlaf
4.3.3 Der Tiefschlaf
4.3.4 Das Sterben des Nichterlösten
4.3.5 Die nichterlöste Seele nach dem Tode
4.3.6 Die Erlösung
In diesem letzten Abschnitt offenbart der Weise dem König sein Wissen über Atman und Brahman:

„Ein Weg erstreckt schwer sichtbar sich, ein alter,
Er reicht in mich, er ward von mir gefunden;
Auf ihm die Weisen geh’n, die Brahmanwisser,
Zur Welt des Himmels aufwärts, zur Erlösung“

„Doch wer den Atman anschaute
Als Gott unmittelbar in sich,
Herrn des Vergang’nen und Künft’gen,
Der ängstigt sich vor keinem mehr.“

### Khilakandam
Dieser Teil der Upanshad wird bereits von den alten Kommentaren als Anhang bezeichnet.

## Bedeutung
Die große Bedeutung dieser Upanishad liegt in den Äußerungen des Weisen Yājñavalkya zu Atman und Brahman begründet.
Der Brahmane Yājñavalkya legt in den überlieferten Reden in aller Entschiedenheit und Klarheit sein Wissen über den Atman dar.
Yājñavalkya sagt, dass Atman und Brahman identisch seien und im Tode Atman in Brahman eingehe und der Mensch aus dem Brahman wiedergeboren werden könne. Brahman gilt für ihn als das Höchste Sein; niemand kann es überschreiten.
Nach Meinung des Indologen Paul Deussen stellt das dritte Gespräch zwischen Janaka und Yājñavalkya den Höhepunkt dieser und vielleicht aller Upanishaden dar.
Shankara hat einen Kommentar zu dieser Upanishad geschrieben.